# Europacup I hockey vrouwen 1991
De 18de editie van de Europacup I voor vrouwen werd gehouden van 17 tot en met 20 mei 1991 in Wassenaar. De hockeydames van HGC wonnen het toernooi door in de finale het Schotse Glasgow Western LHC te verslaan. Voor Nederland deed verder ook Amsterdam H&BC mee aan dit toernooi.

## Uitslag poules

### Uitslag poule A
| Team              | Pnt | GS | W | G | V | DV | DT | DS  |
| ----------------- | --- | -- | - | - | - | -- | -- | --- |
| 1. HGC            | 5   | 3  | 2 | 1 | 0 | 22 | 1  | +21 |
| 2. Amsterdam H&BC | 5   | 3  | 2 | 1 | 0 | 16 | 1  | +15 |
| 3. Portadown HC   | 2   | 3  | 1 | 0 | 2 | 5  | 9  | -4  |
| 4. La Rasante     | 0   | 3  | 0 | 0 | 3 | 1  | 33 | -32 |

### Uitslag poule B
| Team                   | Pnt | GS | W | G | V | DV | DT | DS |
| ---------------------- | --- | -- | - | - | - | -- | -- | -- |
| 1. Glasgow Western LHC | 4   | 2  | 2 | 0 | 0 | 9  | 2  | +7 |
| 2. Club de Campo       | 1   | 2  | 0 | 1 | 1 | 2  | 3  | -1 |
| 3. Stade Français      | 1   | 2  | 0 | 1 | 1 | 2  | 8  | -6 |
| 4. Andizhanka Andizhan | 0   | 0  | 0 | 0 | 0 | 0  | 0  | 0  |

## Poulewedstrijden

### Vrijdag 17 mei 1991
- A HGC - Portadown 5-0 (0-0)
- A Amsterdam - Rasante 12-0 (4-0)
- B Glasgow - Stade Français 7-1

### Zaterdag 18 mei 1991
- A HGC - Rasante 16-0 (8-0)
- A Amsterdam - Portadown 3-0 (0-0)
- B Glasgow - Club de Campo 2-1

### Zondag 19 mei 1991
- A HGC - Amsterdam 1-1 (1-1)
- A Portadown - Rasante 5-1
- B Club de Campo - Stade Français 1-1

## Finales

### Maandag 20 mei 1991
- 7de - 8ste plaats Rasante - Andijanka (niet gespeeld)
- 5de - 6de plaats Portadown - Stade Français 1-0
- 3de - 4de plaats Amsterdam - Club de Campo 1-0 (1-0)
- 1ste - 2de plaats HGC - Glasgow 2-1 (1-0)

## Einduitslag
1.  HGC 

2.  Glasgow Western 

3.  Amsterdam H&BC 

4.  Club de Campo 

5.  Portadown HC 

5.  Stade Français 

7.  La Rasante 

7.  Andizhanka Andizhan (Niet op komen dagen)